# CCNH
CCNH (англ. Cyclin H) – білок, який кодується однойменним геном, розташованим у людей на короткому плечі 5-ї хромосоми.  Довжина поліпептидного ланцюга білка становить 323 амінокислот, а молекулярна маса — 37 643.
| 10         |  | 20         |  | 30         |  | 40         |  | 50         |
| ---------- |  | ---------- |  | ---------- |  | ---------- |  | ---------- |
| MYHNSSQKRH |  | WTFSSEEQLA |  | RLRADANRKF |  | RCKAVANGKV |  | LPNDPVFLEP |
| HEEMTLCKYY |  | EKRLLEFCSV |  | FKPAMPRSVV |  | GTACMYFKRF |  | YLNNSVMEYH |
| PRIIMLTCAF |  | LACKVDEFNV |  | SSPQFVGNLR |  | ESPLGQEKAL |  | EQILEYELLL |
| IQQLNFHLIV |  | HNPYRPFEGF |  | LIDLKTRYPI |  | LENPEILRKT |  | ADDFLNRIAL |
| TDAYLLYTPS |  | QIALTAILSS |  | ASRAGITMES |  | YLSESLMLKE |  | NRTCLSQLLD |
| IMKSMRNLVK |  | KYEPPRSEEV |  | AVLKQKLERC |  | HSAELALNVI |  | TKKRKGYEDD |
| DYVSKKSKHE |  | EEEWTDDDLV |  | ESL        |  |            |  |            |

A: Аланін

C: Цистеїн

D: Аспарагінова кислота

E: Глутамінова кислота

F: Фенілаланін

G: Гліцин

H: Гістидин

I: Ізолейцин

K: Лізин

L: Лейцин

M: Метіонін

N: Аспарагін

P: Пролін

Q: Глутамін

R: Аргінін

S: Серин

T: Треонін

V: Валін

W: Триптофан

Кодований геном білок за функцією належить до фосфопротеїнів. 
Задіяний у таких біологічних процесах як транскрипція, регуляція транскрипції, клітинний цикл, поліморфізм. 
Локалізований у ядрі.